# قرار مجلس الأمن التابع للأمم المتحدة رقم 1099
قرار مجلس الأمن التابع للأمم المتحدة رقم 1099، المتخذ بالإجماع في 14 آذار / مارس 1997، بعد التذكير بجميع القرارات المتعلقة بالحالة في طاجيكستان والحدود الطاجيكية الأفغانية، مدد المجلس ولاية بعثة مراقبي الأمم المتحدة في طاجيكستان حتى 15 حزيران / يونيو 1997 وتناول الجهود المبذولة لإنهاء الصراع في البلاد.
خلال المحادثات في موسكو، وقع رئيس طاجيكستان إمام علي رحمن والمعارضة الطاجيكية المتحدة اتفاقيات حول القضايا العسكرية وإعادة دمج ونزع سلاح وتفكيك وحدات المعارضة الطاجيكية الموحدة. وأحاط مجلس الأمن علماً بالطلبات التي قدمها الطرفان بشأن تنفيذ الاتفاقات. وفي غضون ذلك، تدهور الوضع الإنساني في طاجيكستان ووقعت هجمات على بعثة مراقبي الأمم المتحدة في طاجيكستان وقوات حفظ السلام التابعة لرابطة الدول المستقلة وموظفين دوليين آخرين مما استدعى قرار الأمين العام كوفي عنان بتعليق أنشطة الأمم المتحدة في طاجيكستان بصرف النظر عن الوجود المحدود لبعثة مراقبي الأمم المتحدة في طاجيكستان. تم إجلاء الموظفين الآخرين مؤقتًا إلى أوزبكستان.
ورحب مجلس الأمن بالاتفاقات التي توصل إليها الطرفان، ودعا كلا الطرفين إلى الامتثال الكامل لها، وأشار إلى أن وقف إطلاق النار قد روعى بشكل عام. وقد أُدين بشدة سوء معاملة بعثة مراقبي الأمم المتحدة في طاجيكستان والموظفين الدوليين الآخرين، وطُلب من حكومة طاجيكستان اتخاذ تدابير أمنية رداً على ذلك. وقد تم تمديد ولاية بعثة مراقبي الأمم المتحدة في طاجيكستان بشرط أن يظل اتفاق طهران ساري المفعول والتوصل إلى التزامات بالاتفاقات الأخرى.
طُلب من الأمين العام أن يبقي المجلس على علم بالحالة، وطُلب منه أن يقدم بحلول 30 نيسان / أبريل 1997 تقريراً عن السبل الممكنة التي يمكن للأمم المتحدة أن تساعد بها في تنفيذ اتفاقات السلام وأن يقدم تقريراً آخر بحلول 1 حزيران / يونيو 1997 بشأن توصيات بشأن وجود الأمم المتحدة في البلاد. أخيرًا، طُلب من الدول الأعضاء المساهمة في صندوق التبرعات المنشأ بموجب القرار 968 (1994) للاحتياجات الإنسانية.

## روابط خارجية
- نص القرار في undocs.org